# Yelü Chucai
Yelü Chucai (chinois : 耶律楚材 ; pinyin : yēlǜ chǔcái (ou Yeh-lü Ch'u-ts-ai), (Urtu Saqal en mongol), né le 24 juillet 1190 à Yanjing, sous la dynastie jürchen Jin, et décédé le 20 juin 1244, est un intellectuel khitan. Il exerce une influence importante auprès de Gengis Khan, puis d'Ögedeï, en tant que conseiller dans l'Empire mongol. Issu de la dynastie Liao, il est un administrateur compétent qui joue un rôle dans les réformes administratives mongoles.

## Biographie

### Origine
Yelü Chucai est un descendant de la noblesse khitane, ayant dirigé la dynastie Liao avant d'être supplanté par les Jurchens de la dynastie Jin. Érudit accompli, il est formé dans la culture classique chinoise, ce qui marque profondément sa vision de l'administration et de la politique.

### Sous Gengis Khan
Lors de l'expansion de l'Empire mongol, Yelü Chucai est capturé par les forces de Gengis Khan. Reconnaissant son intelligence et ses compétences administratives, Gengis Khan le nomme conseiller, un poste qu'il conserve sous le règne du successeur du khan, Ögedei,.
Il accompagne Gengis Khan et son armée dans leur conquête de la Perse (1219-1224), une campagne qu'il documente dans son ouvrage Xiyou lu. Il occupe également le rôle d'astrologue du khan.

### Sous Ögödei Khan

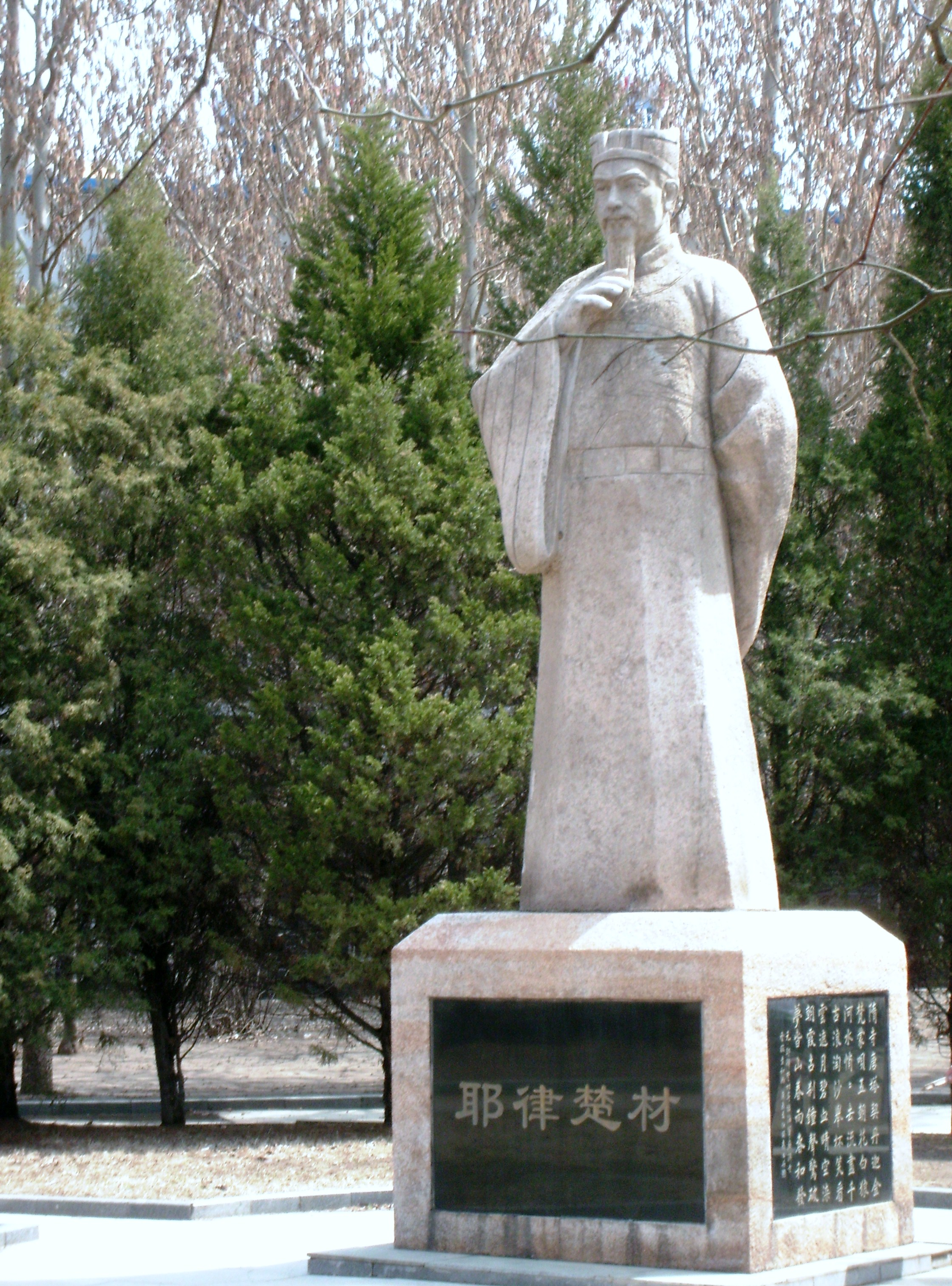
Statue de Yelü Chucai située à Jinzhou.

Yelü Chucai persuade Ögedeï, fils et successeur de Gengis Khan au titre de Khagan, de favoriser le bouddhisme au sein de l'Empire, remplaçant la prééminence accordée au taoïsme. Le taoïsme avait eu un rôle privilégié sous le règne de Gengis Khan, notamment par la secte Quanzhen Dao de Qiu Chuji, qui avait été favorisée par Gengis Khan à partir de 1222 à la suite de sa rencontre dans l'actuel Afghanistan.
En 1230, il fait subdiviser les lu 路 (routes), unités territoriales chinoises, en unités plus petites, qui ont pour tâche essentielle de percevoir le tribut. Il persuade Ögödei que la taxation des populations conquises est plus bénéfique que leur extermination ou l'exploitation exclusive par le pillage. Il est connu pour une phrase qu'il lui aurait dites pour le convaincre : « Bien que [vous] ayez acquis l'Empire céleste à cheval, vous ne pouvez pas le gouverner à cheval ». Il introduit pour cela un système fiscal basé sur les terres et organise deux recensements en 1233 et 1234 pour optimiser la collecte des impôts.
Yelü Chucai est nommé zhong-shu shen, titre lui attribuant l'administration des états chinois conquis, et devient de facto le chancelier de l'Empire. Sous sa direction, l'administration impériale se structure autour de principes bureaucratiques empruntés à la tradition chinoise. Il recrute d'anciens bureaucrates confucianistes pour servir dans l'administration mongole, valorisant leur expertise pour stabiliser les régions conquises.
Yelü Chucai participe à la promotion d'une tolérance religieuse au sein de l'Empire. Il contribue à l'intégration de diverses confessions tout en permettant une cohabitation harmonieuse entre Taoïsme, Bouddhisme, Christianisme orthodoxe (dont nestorianisme) et Islam.
Le 29 mai 1233, prise de Kaifeng, dernière capitale de la dynastie Jin par le général mongol Subötai. La ville est épargnée grâce à l’intervention de Yelü Chucai.
Vers la fin de la vie d’Ögedei, Yelü Chucai perd de l’influence. En 1236, l'octroi de territoires aux nobles mongols comme apanages, limite davantage la portée des réformes administratives et fiscales de Yelü Chucai.

## Ouvrages de l'auteur
- (zh) 耶律楚材, 西遊錄, xīyóu lù (OCLC 297508448) (parfois 西域诗)[8], 西游录
- (zh) 湛然居士文集十四卷 (OCLC 856670928)

## Dans les jeux vidéo

### Genghis Khan (KOEI 1987)
Lorsque le joueur envahit la Chine et en prend le contrôle, le personnage chinois Yeh-lü Ch'u-ts-ai apparaît après la bataille pour éventuellement le recruter. Ce personnage dispose d'excellentes statistiques et est fortement conseillé au recrutement. Le marier permet d'en faire un administrateur de pays que ne trahira jamais le joueur.
Pour en savoir plus sur ce jeu vidéo : Genghis Khan (jeu vidéo).